# خورخي سباستيان نونيز
خورخي سباستيان نونيز (بالإسبانية: Jorge Sebastian Nunez)‏ (10 ديسمبر 1986 في روساريو في الأرجنتين – )؛ هو لاعب كرة قدم كان يلعب كلاعب وسط.

## وصلات خارجية
- خورخي سباستيان نونيز على موقع رابطة كرة القدم اليابانية للمحترفين (اليابانية)
- خورخي سباستيان نونيز على موقع قاعدة بيانات كرة القدم.إي يو (الإنجليزية)
- خورخي سباستيان نونيز على موقع عالم كرة القدم.نت (الإنجليزية)